# Introduce Yourself
Introduce Yourself é o segundo álbum da banda americana Faith No More, lançado em 1987. Devido à pequena disponibilidade do primeiro álbum da banda, We Care a Lot (até ser lançado posteriormente em CD), muitos - incluindo a própria banda - já o consideraram o verdadeiro álbum de estreia do grupo. O álbum apresenta uma mixagem superior à de seu antecessor, o que fica evidente na versão deste álbum da canção "We Care a Lot", que também apresenta letras mais atuais.

## Lançamento
O álbum foi lançado originalmente em abril de 1987, em disco de vinil e cassete. A capa do lançamento inicial mostrava uma mancha de tinta no centro, com o texto situado nas suas extremidades; já o cassete apresenta apenas um borrão da mesma tinta. O segundo lançamento do álbum foi em 15 de novembro de 1996, pela Slash/Uni Records. Em 17 de outubro de 2000 o álbum foi relançado, desta vez pela Slash/Rhino Records.

## Faixas
1. "Faster Disco" (Mosley) – 4:16
2. "Anne's Song" (Gould/Bottum) – 4:46
3. "Introduce Yourself" (Bottum/Mosley) – 1:32
4. "Chinese Arithmetic" (Mosley) – 4:37
5. "Death March" (Mosley) – 3:02
6. "We Care a Lot" (Mosley) – 4:02
7. "R N' R" (Gould/Mosley) – 3:11
8. "The Crab Song" (Mosley) – 5:52
9. "Blood" (Mosley) – 3:42
10. "Spirit" (Gould) – 2:52

## Prêmios
| Ano  | Publicação | País        | Prêmio         | Posição       |       |
| ---- | ---------- | ----------- | -------------- | ------------- | ----- |
| 1987 | Sounds     | Reino Unido | "Álbum do ano" | Fora de ordem | [ 1 ] |

## Créditos
- Chuck Mosley – Vocal
- Jim Martin – Guitarra, vocal de apoio
- Billy Gould – Baixo, vocal de apoio
- Roddy Bottum – Teclados, vocal de apoio
- Mike Bordin – Bateria, congas, vocal de apoio